# Лёфблад, Юханна
Юханна Лёфблад (швед. Johanna Löfblad, полное имя Johanna Catharina Löfblad, урождённая Enbäck, известная также как Madame Gentschein и adame Löfblad; 1733—1811) — шведская оперная певица и актриса.

## Биография
Родилась в 1733 году. Её происхождение неизвестно, фамилия при рождении была Эмбек или Энбэк.
На шведской оперной сцене дебютировала в сезоне 1747—1748 годов в стокгольмском театре, находящемся в здании Stora Bollhuset, в партии нимфы Хлорис в опере-комик «Syrinx» вместе с Питером Линдалом (Арлекин), Петтером Стенборгом (Филимон), Элизабет Лилльстрём (Сиринкс) и Элизабет Олин (Астрилд). Лёфблад была одной из звезд актёров театра и стала членом совета из двенадцати директоров, который был сформирован самими актёрами для управления театром (и одной из четырёх женщин-директоров вместе с Элизабет Лилльстрём, Марией Маргаретой Фабриц и Софией Катариной Мурман).
В последние годы своей карьеры в этом театре, перед его закрытием в 1754 году, актриса была замужем за таможенным чиновником Магнусом Гентшайном (Magnus Gentschein) и её называли мадам Гентшайн. Через несколько лет они развелись, Юханна в 1760 году снова вышла замуж за своего коллегу-актёра Жана Лёфблада и стала известна публике как мадам Лёфблад.
После сезона 1753—1754 годов шведский театр лишился разрешения на использование королевского здания Stora Bollhuset, которое было передано королем Адольфом Фредриком и королевой Луизой Ульрикой в пользование французской театральной труппе Sällskapet Du Londel. А существующий театр разделился на две передвижные шведские театральные труппы: труппу Петера Линдаля и Юхана Берггольца и труппу Петтера Стенборга Stenborg Company, которые продолжали существовать как шведскоязычные театральные труппы. Актриса первоначально присоединилась к коллективу Линдаля-Бергольца, а после её недолгого существования — к коллективу Стенборга в 1758 году. Юханна Лёфблад стала ведущей участницей труппы Стенборга, которая до 1780-х годов была единственным театром, выступающим на родном языке. Выступала не только в столице Швеции, гастролировала и по глубинке страны, также выступала в Финляндии.
Юханна работала вместе со своим мужем Жаном Лёфбладом. В соответствии с контрактом 1760 года им было разрешено время от времени проводить свои гастроли с собственной актёрской труппой и кукольным театром, но под эгидой театра Стенборга. В 1768 году произошёл скандал, когда Петтер Стенборг подал в суд на Жана Лёфблада за нарушение условий контракта — он не делился прибылью, полученной от гастролей. Петтер Стенборг выиграл дело, но пара Лёфблад все ещё оставалась в его театре, будучи выдающимися актёрами труппы. В 1774 году Юханна Лёфблад овдовела, когда её супруг неожиданно скончался от инсульта при подготовке к одному из выступлений. Но представление состоялось, и сбор от него пошёл на поддержку Юханны. Актриса продолжала участвовать в Stenborg Company, выступая до 1780 года.
В дальнейшем Юханна Лёфблад продолжила карьеру и работала в Eriksbergsteatern, а также Театре Стенборга, в который преобразовалась его Stenborg Company. Юханна Лёфблад ушла на пенсию после сезона 1795—1796 годов. У неё была самая долгая карьера из всех участников первого шведского национального театра, а также любого другого шведского актёра XVIII века, длившаяся более пятидесяти лет. У Лёфблад была своя квартира в здании Театра Стенборга, но после закрытия театра в 1799 году, последние годы своей жизни она провела в стокгольмском доме для престарелых.
Умерла 14 сентября 1811 года в Стокгольме.